# Cœur d'encre (roman)
Pour les articles homonymes, voir Cœur d'encre.

Cœur d'encre (titre original : Tintenherz) est un roman allemand pour la jeunesse de Cornelia Funke, paru en 2003 (2004 pour la traduction française). Il est le premier d'une trilogie initiale, complétée en 2023 par un quatrième volume, Die Farbe Der Rache.

## Les personnages principaux
- Meggie : est la fille de Mo et de Resa. Comme son père, elle a le pouvoir de faire sortir les personnages des histoires en lisant.
- Doigt de Poussière : est un personnage sorti tout droit de Cœur d'encre, un livre fantaisiste écrit par Fenoglio. C'est un cracheur de feu.
- Mo (Mortimer) ou Langue Magique : est le père de Meggie et le mari de Resa.
- Capricorne : est un personnage issu de Cœur d'encre, son cœur est aussi noir que l'encre.
- Farid : personnage sorti d'un livre. Il apprécie énormément Meggie.
- Elinor : est la grand-tante de Meggie, c'est une femme plutôt égoïste et sensible, elle se dévoile au fur et à mesure de l'histoire.
- Basta : est un homme du livre Cœur d'encre. C'est des hommes de Capricorne, il a peur du feu, des esprits... il est fidèle à son couteau et à son amulette.
- Mortola : est surnommée la Pie. C'est la mère de Capricorne.
- Fenoglio : auteur de Cœur d'encre.
- Resa : est la mère de Meggie.
- Darius : lui aussi a le pouvoir de faire surgir les personnages d'une histoire mais son don est imparfait.
- Nez Aplati : lui aussi, est un homme noir de Capricorne, ami de Basta.

## Résumé
Meggie, douze ans, vit seule avec son père, Mo. Comme lui, elle a une passion pour les livres. Mais pourquoi Mo ne lit-il plus d'histoires à voix haute ? Ses livres auraient-ils un secret ? Leurs mots auraient-ils un pouvoir ? Un soir, un étrange personnage frappe à leur porte. Alors commence pour Meggie et Mo une extraordinaire aventure. Encore plus folle que celles que racontent les livres. Et leur vie va changer pour toujours. Lire n'a jamais été aussi fascinant, et aussi dangereux !

## Édition
Cornelia Funke, Cœur d'encre, Hachette, collection Romans Aut. Form, 13 octobre 2004  (ISBN 978-2012009097).

## Adaptations
- 2008 : Cœur d'encre film anglo-germano-américain de Iain Softley

## La tétralogie
1. Cœur d'encre, 2004 (Tintenherz, 2003)
2. Sang d'encre, 2009 (Tintenblut, 2005)
3. Mort d'encre, 2010 (Tintentod, 2007)
4. Die Farbe der Rache, 2023